# 60 Parsecs!
60 Parsecs — компьютерная игра в жанре стратегии, выпущенная в 2018 году независимой студией Robot Gentleman. Является продолжением игры 60 Seconds!.

## Игровой процесс
В начале игры предоставляется выбор из 6 персонажей. Выбранный персонаж становится капитаном команды и игровым персонажем.
История начинается за 60 секунд до глобальной катастрофы, за которые новоиспечённому капитану предстоит собрать припасы и решить, кого из остальных персонажей взять с собой, а кого оставить. Собранная команда прыгает в четырёхместную спасательную шлюпку.
После катастрофы и успешной эвакуации наступает основной геймплей. Герои оказываются в открытом космосе, где им необходимо продержаться около 2 недель. Для этого необходимо экономить еду, а также решать возникающие проблемы.
После приземления на одну из планет к задаче выживания прибавляется ещё одна: достичь одной из концовок. Необходимо пробыть в космосе и на планете около 60 дней для достижения концовки.

## Отзывы и критика
Игра получила смешанные отзывы критиков, средний балл игры на Metacritic составляет 68 из 100